# قطاع الأسماك في اليمن
صناعة صيد الأسماك في اليمن في لديها إمكانات كبيرة ولكنها إلى حد كبير غير مستغله. في عام 1998، يعمل في صيد الأسماك نحو 41000 شخص، بشكل رئيسي عائلات عاملة في السفن الصغيرة. في عام 1998، تم اصتياد 127,000 طن من الأسماك في اليمن. وكانت قرب السواحل من القراصنة الصوماليين لها تأثير غير مشجع للصيد.